# Карповка (Бугурусланский район)
Карповка — деревня в Бугурусланском районе Оренбургской области России, в составе Благодаровского сельсовета.

## География
Деревня расположена на правом берегу реки Кармалка, в 7 км к северу от центра сельского поселения села Благодаровка.

## Население
| 2010 |
| ---- |
| 55   |

Национальный состав
По данным Всероссийской переписи населения 2010 года:
| № | Национальность | Численность, чел. | Доля |
| - | -------------- | ----------------- | ---- |
| 1 | русские        | 42                | 76 % |
| 2 | татары         | 5                 | 9 %  |
| 3 | украинцы       | 5                 | 9 %  |
| 4 | другие         | 3                 | 6 %  |